# Международная жизнь
Международная жизнь — научно-политический журнал, ведущее советское, а ныне российское внешнеполитическое ежемесячное издание, выходящее в свет с 1922 года с перерывом с 1930 по 1954 год.

## История
Издавался НКИД в 1922—1930. В 1954 году по инициативе министра иностранных дел СССР В. М. Молотова издание было возобновлено.
Имеет версию на английском языке — «International Affairs», выпускаемую в США компанией «East View Publications» (Миннеаполис).
Издание включено в перечень рецензируемых научных изданий Высшей аттестационной комиссии.
Главный редактор журнала — Армен Оганесян, внештатный советник министра иностранных дел РФ Сергея Лаврова. До этого Борис Пядышев, до 1987 года Андрей Громыко.

## Скандалы
6 апреля 2020 года журнал опубликовал материал Сергея Филатова «Чьи уши торчат из-за коронавируса? Версия», в которой предполагается «британское» происхождение коронавируса.
После журналистского запроса со стороны Русской службы Би-би-си к главному редактору «Международной жизни» Армену Оганесяну статью по решению руководства издания сняли с сайта, но копия текста сохранилась в «Яндекс Дзене».

## Известные сотрудники
- Вяземский, Юрий Павлович — 1980-е гг.
- Пядышев, Борис Дмитриевич — главный редактор с 1989 по 2009 год.